# Тумути, Бонифаций
Бонифаций Мучеру Тумути — кенийский легкоатлет, специализируется в беге на 400 метров с барьерами.
На соревнованиях выступает с 2008 года. Его первыми крупными соревнованиями стал юниорский чемпионат Кении 2008 года, на котором он занял 3-е место. Участник чемпионата мира среди юниоров 2010 года, где его лучшим результатом стало 8-е место на 400 метров с/б, а также 34-е место на 400 метров и 13-е место в эстафете 4x400 метров.
На Олимпиаде 2012 года выступил неудачно, заняв лишь 35-е место на 400 метров с/б. В составе сборной Африки стал обладателем золотой медали на континентальном кубке IAAF 2014 года в составе эстафеты 4×400 метров.
В сезоне 2015 года занял 6-е место на Meeting Grand Prix IAAF de Dakar — 51,00. 11 июля выиграл чемпионат Кении — 48,92. На чемпионате мира 2015 года занял 5-е место.